# Sacculina atlantica
Sacculina atlantica is een krabbezakjessoort uit de familie van de Sacculinidae. De wetenschappelijke naam van de soort is voor het eerst geldig gepubliceerd in 1927 door Boschma.